# Trustpilot
Trustpilot er et websted, hvor forbrugerne kan anmelde en virksomhed eller et brand. Der er ofte tale om anmeldelser af webbutikker. Trustpilot fungerer især som en advarsel mod webshops, der ikke leverer til tiden, ligesom kundeservice også bliver anmeldt. 
Brugerne anmelder virksomhederne på Trustpilot ved at give mellem en til fem stjerner. Derudover har brugerne mulighed for at beskrive deres oplevelse med virksomheden. Virksomhederne adviseres hver gang, de anmeldes. Virksomhederne kan derefter kommentere og besvare anmeldelsen. 
Trustpilot fungerer som en brugeropdateret forbrugerguide. Alle forbrugere kan anmelde virksomheder. For at lave anmeldelser på Trustpilot skal man oprette en brugerprofil, som skal aktiveres via et link, der modtages fra Trustpilot. Medlemmer, der har udfyldt deres profil, får tildelt "troværdighedspoint", og tilsvarende får man flere point for flere anmeldelser.
Trustpilot arbejder også på andre markeder, bl.a. Storbritannien, Tyskland, Frankrig, Holland, Norge, Sverige, Spanien, USA. 
Virksomheden blev stiftet i Aarhus i 2007, men har i dag hovedkvarter i København. Virksomheden beskæftiger ca. 80 medarbejdere, hvoraf 60% har en anden nationalitet end dansk. Trustpilot rejste i oktober 2011 25 mio. kr i venturekapital fra Northzone og SEED Capital med henblik på at udbrede tjenesten på andre europæiske markeder og gøre tjenesten mere troværdig .

## Kritik
Trustpilot har i de senere år været genstand for kritik. Mange mindre virksomheder hævder, at trustpilot opkræver ekstra betaling for at skjule dårlige anmeldelser. Ligeledes hævdes det, at virksomheder kan betale for at få bedre anmeldelser, da Trustpilot så opfordrer kunderne til at være positive.